# Mecklenburg-Strelitzisches Husaren-Regiment
Das Mecklenburg-Strelitzische Husaren-Regiment war ein Militärverband aus Mecklenburg-Strelitz während der Befreiungskriege, der von 1813 bis 1816 existierte. Wegen des Monogramms des regierenden Herzogs Karl II. (Carl) auf ihren Säbeltaschen und der Fahne waren die Angehörigen des Husaren-Regiments auch als C-Husaren bekannt.

## Aufstellung
Die Herzöge von Mecklenburg waren die ersten deutschen Landesfürsten, die 1813 aus dem Rheinbund austraten und in das Lager der Verbündeten Preußen und Russland überwechselten.
Kurz nachdem der preußische König Friedrich Wilhelm III. am 17. März 1813 in Breslau mit dem Aufruf An Mein Volk an seine Untertanen, „Preußen und Deutsche“ um Unterstützung für den Kampf gegen Kaiser Napoleon I. gebeten hatte, veröffentlichte Herzog Karl am 30. März einen Aufruf zur Bildung eines eigenen Husaren-Regiments.
Den Befehl über das zu bildende Regiment erhielt der aus Mecklenburg-Strelitz stammende preußische Oberstleutnant Ernst Friedrich Wilhelm von Warburg unter Beförderung zum Oberst. Am 10. April 1813 hielt der Herzog in Neubrandenburg einen Convocations-Tag ab, um unter der Leitung des Ministers August von Oertzen mit den Landständen über die Finanzierung zu beraten. Die Stände bewilligten große, freiwillige Mittel an Geld und Pferden. Der Herzog ließ das Silbergerät des Hofes einschmelzen, und Prinzessin Friederike stiftete ihren Schmuck. Zünfte und Gilden stellten ihre silbernen Pokale und Schilde zur Verfügung.
Durch die große Zahl der Freiwilligen und durch die gestifteten Gaben wurde es möglich, innerhalb von zwei  Monaten vier Schwadronen, jede zu 120 Pferden, aufzustellen.
Hinzu kam eine Abteilung freiwilliger Jäger zu Pferde von 60 Mann, die sich auf eigene Kosten ausrüsteten und auf Verpflegung nur während ihrer Dienstzeit Anspruch hatten. Diese Jäger dienten zum schnelleren Felddienst, zu Vorposten und Sendungen sowie zur Sicherheit des Regiments. Sie taten keinen Wachdienst und hatten alle zumindest Unteroffiziers-Rang.

## Feldzug

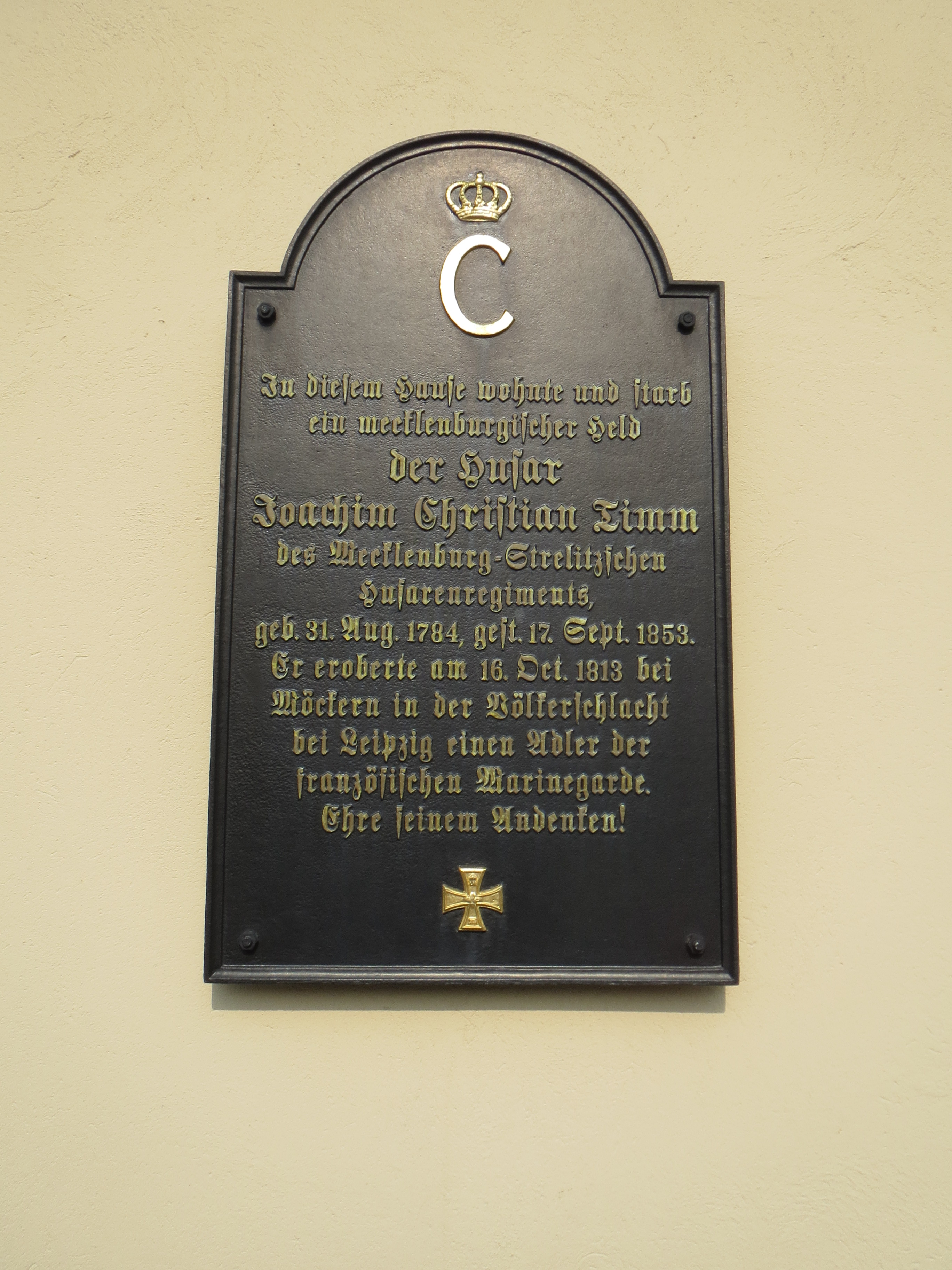
Gedenktafel für Joachim Christian Timm in Neustrelitz

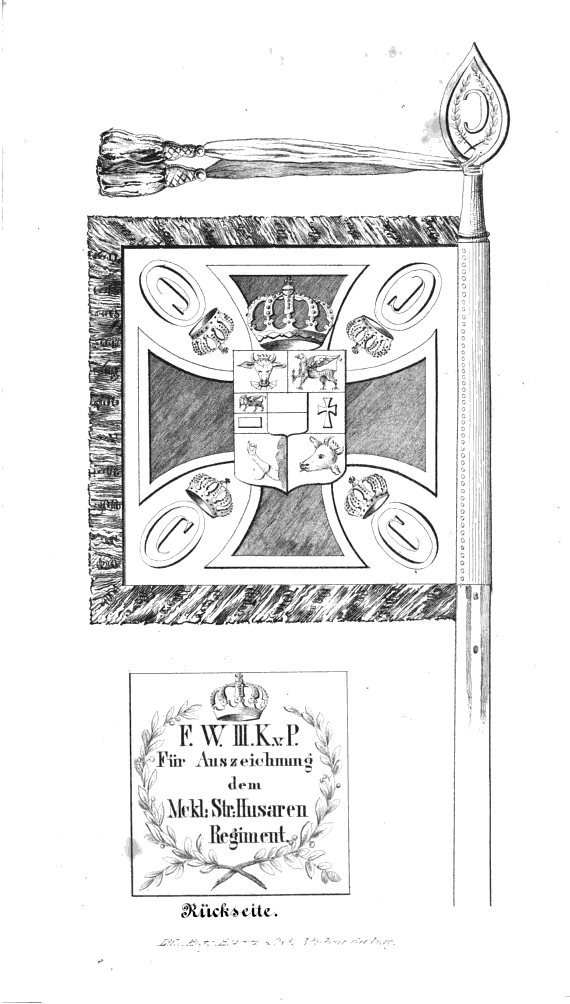
Standarte

Am 29. Juni brach das Regiment von Neustrelitz auf und zog  über Berlin, Frankfurt an der Oder, Züllichau, Trachenberg nach Ohlau zum 1. preußischen Armee-Corps unter General Yorck. Hier wurde es der Zweiten Brigade zugeteilt, die unter dem Kommando des Herzogs Karl stand, des jüngsten Sohns des regierenden Strelitzer Herzogs.
Bei Löwenberg erlitt die 2. Schwadron am 21. August die ersten Verluste; am 23. August war das gesamte Regiment am Gefecht bei Goldberg beteiligt., ebenso am 26. August an der Schlacht an der Katzbach.
Am 3. Oktober überquerte das Regiment in der Schlacht bei Wartenburg die Elbe und zeichnete sich besonders aus. Am 16. Oktober kam es in der Völkerschlacht von Leipzig bei Möckern zum Einsatz, wo der Husar Joachim Christian Timm (1784–1853) aus Tornow das Regiments-Feldzeichen (Adler) des französischen  1. Marineartillerie-Regiments eroberte.  Nach der schweren Verwundung des Herzogs Karl übernahm Oberst von Warburg das Kommando über dessen Brigade. Das Regiment verlor ein Drittel seines Offizierskorps durch Tod oder schwere Verwundung: drei Offiziere fielen, drei wurden schwer verletzt, wobei der kommandierende Offizier der ersten Eskadron, Major Leopold von Bismarck(-Schönhausen) (1770–1813), wenig später in Halle an der Saale seinen Verletzungen erlag.
Das auf etwa 280 Mann und Pferde dezimierte Regiment zog nach Westen, überschritt am 2. Januar 1814 den Rhein und zog Richtung Metz. Es nahm an den Schlachten von Montmirail und Château-Thierry teil und war am 9. März an der Schlacht bei Laon beteiligt. Am 24. März überschritt es bei Chateau-Thierry die Marne und rückte gegen Montmirail vor. Von dort zog es bis nach Paris. Anfang April ging es in Erholungsquartiere im Norddepartement bei Calais.
Am 18. Juli 1814 kehrten die erste Abteilung Jäger und 42 Husaren heim. Das Jägerkorps wurde am 11. August 1814 aufgelöst.
Der Rest der Husaren kam erst am 23. März 1815 in Neustrelitz ein. Im Sommerfeldzug von 1815 zog das Regiment am 16. Juni 1815 wieder ins Feld, traf aber erst nach der entscheidenden Schlacht bei Waterloo ein und war noch an der Einnahme französischer Festungen beteiligt, so am 4. September bei Montmédy. Mit Abschluss des Zweiten Pariser Friedens trat das Regiment den Rückmarsch an. Es traf am 21. Dezember 1815 wieder in Neustrelitz ein und wurde im Ende März 1816 endgültig aufgelöst.

## Uniformen

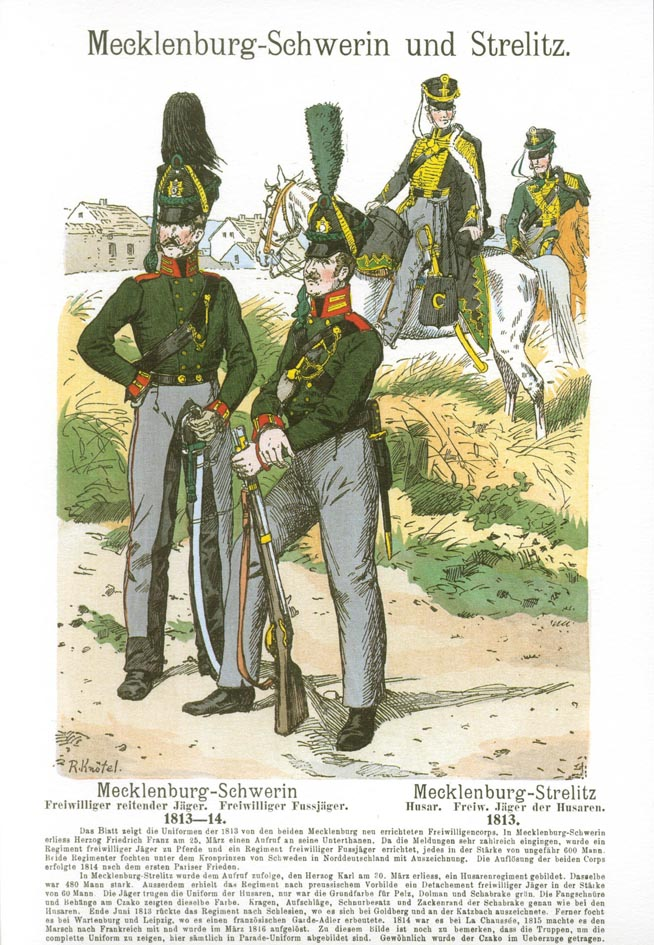
Mecklenburg-Streliztische Husaren (hinten)

Die Husaren trugen eine schwarze Jacke mit gelbem Besatz, darüber einen schwarzen Pelz mit gelbem Besatz und mit weißem Pelz verbrämt, graue Reithosen, schwarzes Lederzeug und einen Tschako mit weißem Kreuz und der Landeskokarde und mit gelben Fangschnüren.
Die Jäger waren im Allgemeinen wie die Husaren gekleidet, die waren Jacke und Pelz von grüner Farbe mit gelbem Besatz und schwarzen Aufschlägen und Kragen und der Pelz schwarz verbrämt; der Kragen war mit einer goldenen Tresse eingefasst, der Tschako hatte grüne Fangschnüre; sie trugen außer Säbel und Pistolen noch eine Büchse und alle ein goldenes Portepee.
Die Pferde, sowohl der Husaren als auch der Jäger, hatten große, schwarze Pferdedecken, die mit blau, gelb geränderten Zacken eingefasst waren.

## Standarte
Am 5. November 1815 erhielt das Regiment im Quartier in Luxemburg als Auszeichnung von König Friedrich Wilhelm III. eine Standarte verliehen, die mit dem mecklenburgischen Wappen auf dem Eisernen Kreuz und dem herzoglichen Monogramm in den Ecken geschmückt ist. Die Standarte hat sich bis heute erhalten und wird im Magazin des Deutschen Historischen Museum in Berlin verwahrt.
1863 wurde eine Kopie der Standarte für den mecklenburg-Strelitzer Landesteil Fürstentum Ratzeburg angefertigt. Diese befindet sich heute im Volkskundemuseum in Schönberg.

## Auszeichnungen

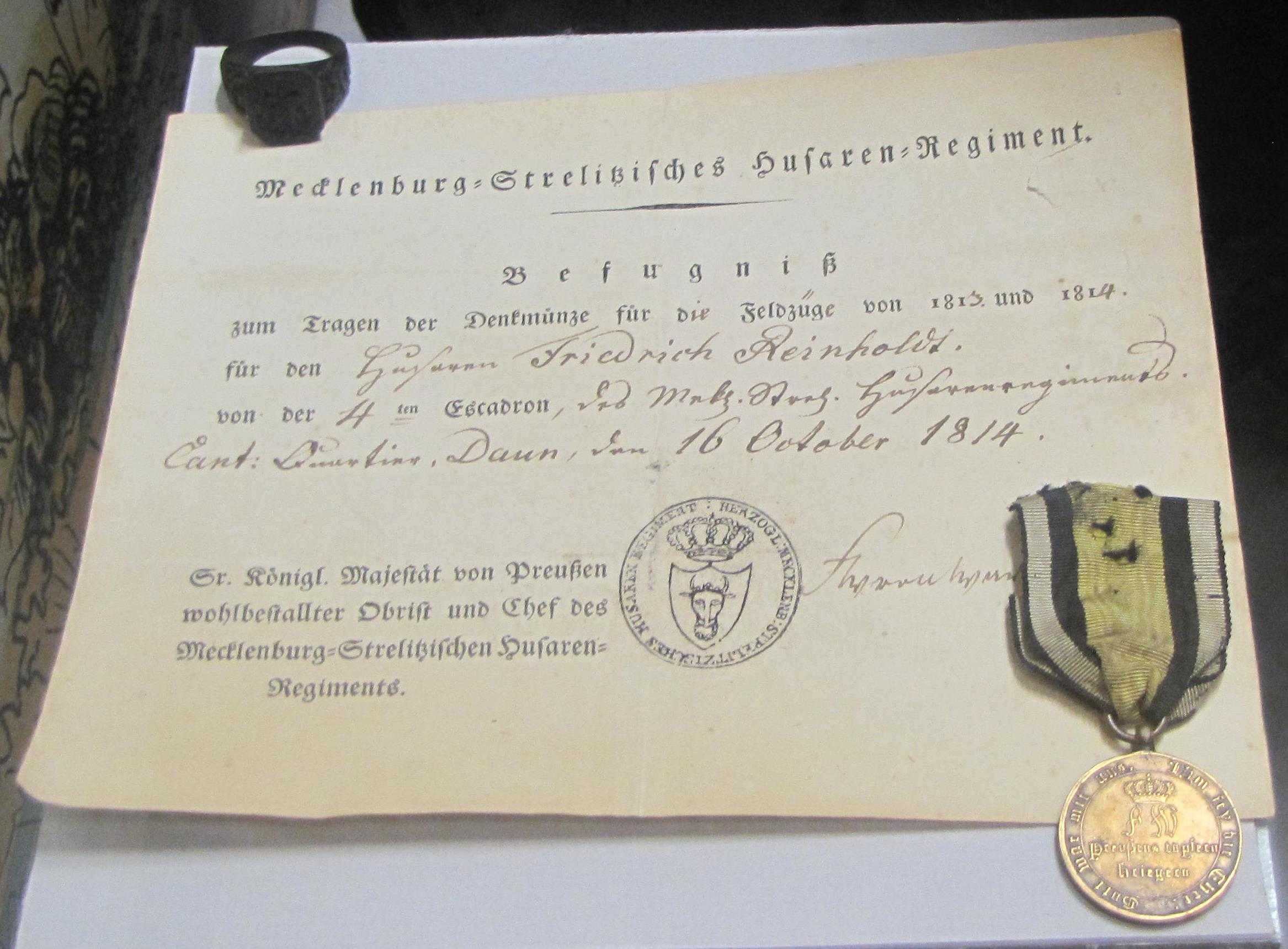
Kriegsdenkmünze und Verleihungsurkunde für Friedrich Reinhold, Volkskundemuseum in Schönberg

Sämtliche Angehörige des Regiments erhielten, wie preußische Armeeangehörige, die preußische Kriegsdenkmünze. 36 Mannschaften und Unteroffiziere sowie 13 Offiziere erhielten das Eiserne Kreuz II. Klasse, ebenso 20 Erbberechtigte gefallener Soldaten, Oberst von Warburg am 16. Dezember 1813 das Eiserne Kreuz I. Klasse, und elf Offiziere erhielten russische Orden wie den Annen- und Wladimir-Orden, darunter der Leutnant August Milarch, Konrektor in Neubrandenburg und späterer Chronist des Regiments, der den Wladimirorden 4. Klasse mit der Schleife erhielt; Oberst von Warburg wurde mit dem Georgs-Orden geehrt.

## Gefechte
- Löwenberg, 21. August 1813
- Goldberg, 23. August 1813
- an der Katzbach, 26. August 1813
- Wartenburg, 3. Oktober 1313
- Völkerschlacht von Leipzig, 16. Oktober 1813
- Freiburg, 21. Oktober 1813
- la Chaussee, 3. Februar 1814
- Chalons, 4. Februar 1814
- Château-Thierry, 11. Februar 1814
- Laon, 9. März 1814
- Paris, 30. März 1814